# Narodni park Hingol
Narodni park Hingol ali Narodni park Hungol (urdujsko ہنگول نیشنل پارک‎) je eden največjih narodnih parkov v Pakistanu. Je v obalni regiji Makran. Park pokriva površino približno 6100 kvadratnih kilometrov in je 190 km od Karačija v treh okrožjih Gvadar, Lasbela in Avaran v provinci Beločistan. Hingol je bil razglašen za narodni park leta 1988.
Park je dobil ime po južnem delu reke Hangul, ki teče ob obali v Arabsko morje in je dom velikega števila vodnih ptic ter bogastva morskega življenja. Narodni park Hangul vsebuje šest različnih ekosistemov, pa tudi puščavske in ravninske regije, zaradi česar je edinstven med narodnimi parki Pakistana.
Park na severu meji na gost gozd, na jugu na golo gorovje in pritok reke Hangul, ki je dom na tisoče ptic selivk in močvirskih krokodilov. Na jugu sta tudi Omanski zaliv in Arabsko morje.
Edinstvene skalne formacije parka že nekaj časa privabljajo turiste iz vse države - predvsem od dokončanja obalne ceste Makran leta 2004.

## Rastlinstvo in živalstvo
Narodni park Hingol je naravno zatočišče za ogrožene divje živali v Pakistanu. Je dom približno 257 rastlinskih in 289 živalskih vrst, vključno s 35 sesalci, vodnimi živalmi, dvoživkami, plazilci in pticami selivkami, vključno s stotinami redkih vrst. Močvirske krokodile redno opažajo na obali, na različnih mestih pa naj bi bilo okoli 60 krokodilov.
V zalivu Hangul je veliko drugih vodnih organizmov, vključno Indo-pacifiška velika pliskavka (tursiops aduncus) ter orjaško črepaho in zelenkasto želvo, različne redke vrste rib pa živijo na obalnih območjih ob narodnem parku Hangul. Želve avgusta vsako noč pridejo na obalo, da izležejo jajca. Vse večja plastična onesnaženost na obalah jim je oteževala kopanje, zato so samice želv odšle, ne da bi odložile jajca. Od takrat se je število teh želv na obalah Sinda in Beludžistana znatno zmanjšalo.

## Skalne formacije
Univerza v Ženevi in Univerza v Teheranu sta izvedli skupno študijo o privlačnih značilnostih tega obalnega pasu Irana in Beludžistana, v kateri so opazili 36 kamnitih formacij. Po tej raziskavi je imel pri eroziji kamnin že stoletja pomembno vlogo učinkovit proces erozije in sedimentacije, pri katerem valovi morja s seboj na obalo odnesejo veliko zemlje in drugih snovi. Na teh različno visokih skalah so bile opažene plasti zemlje od 1 do 10 metrov in marsikje tudi debelejše, ki so se od obale postopoma povečevale. Plimovanje morja in močni nevihtni vetrovi so obalni pas Makran in sosednje gorske pečine tako izklesali, da območje na prvi pogled spominja na arheološki kompleks, ki hrani ostanke starodavne civilizacije. Najbolj opazni med temi kamni sta Princesa upanja in Beludžistanska sfinga.
Ekipo narodnega parka Hangul sestavlja več kot 20 članov, vključno z Wildlife Pakistan, provincialnim ministrstvom za živinorejo, okolje in turizem. Ker pa vlada Beludžistana upravlja park, so številna področja še vedno potrebne reforme.

### Princesa upanja
Najbolj spektakularna reliefna oblika narodnega parka Hangul je peščeni stolp, imenovan Princesa upanja. Gledano od daleč spominja na velik, visok kip ženske. Ko je ameriška igralka Angelina Jolie leta 2004 prišla v Pakistan na misijo dobre volje ZN, je ta skalna formacija pritegnila njeno pozornost in jo navdihnila, da jo je poimenovala 'Princesa upanja'. Kljub svojemu videzu pa vrh dolguje svojo obliko zgolj oceanskim vetrovom in drugim naravnim silam erozije.

### Beludžistanska sfinga
Beludžistanska sfinga, znana tudi kot 'beluški lev' ali 'Abul-Hol', je naravna kamnita struktura, ki je podobna sfingi in je vidna z odseka prelaza Buzi na obalni cesti Makran.

### Blatni vulkani
Blatni vulkan Hingol, visok od 800 do 1500 čevljev, je obilen, večinoma na območju Mid-Hor. Po besedah Muhammada Hanifa Bhattija, znanega popotnika iz Karačija, ko je leta 2010 prvič videl blatno ravnino Čandra Gupta v narodnem parku Hangul, je pohvalil edinstvenost tega naravnega procesa. Takrat je bil vulkan težko dostopen, odkar so zgradili cesto, pa se je obisk blatnih vulkanov močno povečal.

## Tempelj Hinglaj Mata
Tempelj Hinglaj Mata ali Nani Mandir je glavno hindujsko svetišče v Pakistanu in je mesto romanja, ki vsako pomlad pripelje več kot 250.000 romarjev na svojo lokacijo v središču narodnega parka Hingol.
Tempelj Kali Mata v jami v dolini Hanglaj naj bi bil star 200.000 let. Letnega festivala se udeleži od 20.000 do 30.000 ljudi, organizira pa ga odbor vodilnih hindujcev iz Sinda in Beludžistana. Potniški prostori so le štirje, zato večina romarjev ostane v šotorih, mnogi pa morajo ostati pod drevesi ali na soncu. Poleg nastanitve je najtežja naloga za romarje, ki pridejo sem, vzpon na goro Čandra Gup.

## Plaže Makran
Plaža, ki meji na Kand Malir na zadnjem vogalu nacionalnega parka Hangul, znana tudi kot 'Deviška plaža', je bila leta 2018 dodana na seznam 50 najlepših plaž v Aziji. Puščave, visoke gore in vulkani ob obali prispevajo k turistični atrakciji, vendar se za razliko od drugih plaž v Pakistanu večina turistične dejavnosti tukaj še ni začela. 
Ob obalni cesti Makran se zlahka pride do plaže Sapat v Bodži Kohu, drugi plaži v Beludžistanu. 
Plaža Kand Malir, znana tudi kot 'zlata plaža', zaradi čiste vode velja za eno najlepših plaž v Pakistanu.